# Robert McMeeking
Robert Maxwell McMeeking (* 22. Mai 1950 in Glasgow) ist ein schottisch-US-amerikanischer Ingenieurwissenschaftler für Mechanik.

## Leben
McMeeking ging in Glasgow zur Schule und studierte Maschinenbau (Mechanical Engineering) an der Universität Glasgow mit dem Bachelor-Abschluss 1972 und an der Brown University mit dem Master-Abschluss 1974 und der Promotion 1977 bei James R. Rice. Die Dissertation war über Methoden der Plastizitätstheorie bei endlicher Deformation im Rahmen finiter Elemente und über duktile Abstumpfung von Rissspitzen in Metallen. Er war 1976 bis 1978 Acting Assistant Professor an der Stanford University (wo er bei Erastus H. Lee über Metallumformung arbeitete), ab 1978 Assistant Professor und ab 1982 Professor für Mechanik an der University of Illinois at Urbana-Champaign und ab 1985 Professor an der University of California, Santa Barbara. 1992 bis 1995 und 1999 bis 2003 stand er dort der Abteilung Mechanical and Environmental Engineering vor. Er ist auch in Teilzeit Professor an der University of Aberdeen.
Er veröffentlichte unter anderem über Plastizitätstheorie, Bruchmechanik, numerische Methoden, Glaziologie, Hartkeramik und Verbundmaterialien, Pulververarbeitung und Sinterung, Ferroelektrika, Fluid-Struktur-Wechselwirkungen bei Unterwasserexplosionen, Nanotribologie, Biomechanik von Zellen.
2014 erhielt er die Timoshenko-Medaille und die William Prager Medal. Im Jahr 2005 wurde McMeeking für seine Beiträge zur computergestützten Modellierung von Werkstoffen und zur Entwicklung von Codes, die in der Industrie weit verbreitet sind, zum Fellow der National Academy of Engineering gewählt. Er ist zudem Fellow der American Academy of Mechanics. 2004 erhielt er einen Humboldt-Forschungspreis. Er war Gastprofessor an der Universität des Saarlandes und ist auswärtiges Mitglied des Leibniz-Instituts für neue Materialien in Saarbrücken.
2002 bis 2012 war er Herausgeber des ASME Journal of Applied Mechanics.

## Schriften (Auswahl)
- mit J. R. Rice: Finite-element formulations for problems of large elastic-plastic deformation, International Journal of Solids and Structures, Band 11, 1975, S. 601–616
- Finite deformation analysis of crack tip opening in elastic-plastic materials and implications for fracture initiation, Brown University, Division of Engineering 1976
- mit A. G. Evans: Mechanics of transformation-toughening in brittle materials, Journal of the American Ceramic Society, Band 65, 1982, S. 242–246
- mit A. G. Evans: On the toughening of ceramics by strong reinforcements, Acta Metallurgica, Band 34, 1986, S. 2435–2441
- mit L. S. Sigl u. a.: On the toughness of brittle materials reinforced with a ductile phase, Acta Metallurgica, Band 36, 1988, S. 945–953
- mit P. G. Charalambides, J. Lund, A. G. Evans: A test specimen for determining the fracture resistance of bimaterial interfaces, Journal of applied mechanics, Band 56, 1989, S.  77–82
- mit G. Bao, J. W. Hutchinson: Particle reinforcement of ductile matrices against plastic flow and creep, Acta Metallurgica et Materialia, Band 39, 1991, S. 1871–1882
- mit S. C. Hwang, C. S. Lynch: Ferroelectric/ferroelastic interactions and a polarization switching model, Acta Metallurgica et Materialia, Band 43, 1995, S.  2073–2084
- mit J. E. Huber, N. A. Fleck, C. M. Landis: A constitutive model for ferroelectric polycrystals, Journal of the Mechanics and Physics of Solids, Band 47, 1999, S. 1663–1697